# Crucible (компьютерная игра)
Crucible — невышедший free-to-play многопользовательский шутер от третьего лица, разработанный Relentless Studios и планировавшийся к изданию Amazon Game Studios. Была первой крупным собственным проектом игрового подразделения Amazon, которое ранее работало над играми для мобильных телефонов. Находилась в разработке с 2014 года, стала доступной для игроков 20 мая 2020 года на платформе Steam, 30 июня вернулась к закрытому бета-тестированию. 9 октября 2020 года Relentless Studios объявила о прекращении разработки игры и её отключении от серверов через месяц.

## Игровой процесс
Crucible был героическим шутером, схожим по игровому процессу с Overwatch или Team Fortress 2.
Игрок в качестве «охотника» отправляется на далёкую планету для борьбы с другими игроками и игровыми монстрами. На запуске будут доступны 10 бойцов (инопланетяне, роботы, люди), каждый со своим оружием и способностями, но при этом номинально не имеющих определённой тактической роли. В ходе боёв игрок рос в опыте, убивая врагов и собирая «эссенцию», благодаря чему открывались дополнительные возможности, скины, голосовые реплики и открывающую историю персонажей аудиозаписи. Между командами игроков и проходили игровые матчи на одной игровой карте в трёх режимах (при этом выбор персонажа и план его развития игрок должен задать ещё до начала матча).

## Разработка
В ходе TwitchCon в сентябре 2016 года Amazon Game Studios представила свои первые три компьютерные игры: Breakaway, Crucible и New World.
5 мая 2020 года был представлен трейлер игры, в котором был названа её дата выхода (20 мая) и представлен игровой процесс с тремя различными режимами: Heart of the Hives (4x4, где команды должны разрушать улья и собирать эссенцию), Alpha Hunters (борьба восьми команд из двух игроков) и Harvester Command (две команды по восемь игроков стремятся быстрее собрать 100 очков ресурсов).
На фоне смешанных отзывов и низких показателей присутствия игроков в онлайн-режиме, Amazon в начале июня объявил о доработке игры: удалёнии игровых режимов Alpha Hunters и Harvester Command, добавлении голосового чата (который отсутствовал из-за желания побороться с токсичными игроками), улучшении поиска пользователей, обновлении мини-карты, улучшении оптимизации и обучении новичков. Без этих мер разработчики не планировали запускать первый соревновательный сезон.. 30 игра вернулась к закрытому бета-тестированию..
9 октября 2020 года Relentless Studios объявила об отмене разработки Crucible, назвав причиной неспособность найти устойчивое будущее проекта. Студия предложила полный возврат средств и внедрила в игру настраиваемые матчи, после чего была переведена на помощь в разработке другого проекта Amazon — New World. Подбор игроков был прекращен в конце октября, игровые серверы были закрыты 9 ноября в полдень по тихоокеанскому стандартному времени.

## Приём
| Сводный рейтинг    | Сводный рейтинг |
| Агрегатор          | Оценка          |
| ------------------ | --------------- |
| Metacritic         | 56/100          |
| Иноязычные издания |                 |
| Издание            | Оценка          |
| Edge               | 6/10            |
| Game Informer      | 6,75/10         |
| GameSpot           | 5/10            |
| IGN                | 4/10            |
| PC Gamer (US)      | 48/100          |

Рейтинг игры на сайте агрегатора рецензий Metacritic составлял 56 баллов из 100 на основе 17 рецензий.
Журналист «Game Informer» Дэниел Тэк оценил игру на 6,75 балла. Раскритиков её за проблему с боями, слабый темп и имеющийся режим PvE, выделив её за музыку и звуковую составляющую, доступность для новых игроков и высокую реиграбельность.
Обозреватель «Gamespot» Алессандро Барбоса дал игре 5 баллов. Из положительных сторон он отметил наличие ряда игровых персонажей с интересными способностями и тактиками и оригинальный режим Alpha Hunters, из негативных — скучная и слишком большая карта для одиночной игры, отсутствие возможности для командной игры, и ряд решений разработчиков.
Рецензент «PC Gamer» Морган Парк оценил игру на 48 %. Он похвалил ряд игровых персонажей и внутриигровую атмосферу, но отметил скучный игровой процесс, для победы в котором нужно в первую очередь заниматься убийством игровых монстров, а не других игроков, проблемы с производительностью, отсутствие героев поддержки.